# リクサ・ボレスワヴヴナ (スウェーデン王妃)
リクサ・ボレスワヴヴナ（ポーランド語：Ryksa Bolesławówna, 1116年4月12日 - 1156年12月25日以降）は、ピャスト家出身の女性。3度の結婚により、2度スウェーデン王妃となり、また、ミンスク公妃ともなった。
リクサはポーランド公ボレスワフ3世とその2度目の妃サロメ・フォン・ベルク＝シェルリンゲンとの間の娘である。非常に美しかったといわれている。

## 生涯

### 最初の結婚
ポーランド公ボレスワフ3世は、ポンメルン公ヴァルティスラフ1世に対抗するため、デンマーク王ニルスと同盟を結んだ。同盟を確実なものとするため、ボレスワフ3世の娘リクサとニルスの長男マグヌスとの結婚が決められた。結婚式は1127年ごろにリーベで盛大に行われた。リクサはクヌーズとニルスの2人の息子をもうけた。
母方の祖父インゲ1世の継承者として、マグヌスはスウェーデン王位を要求した。1125年に母の従兄弟インゲ2世が死去した後、イェーアト族によりヴェステルイェートランドの王として認められ、リクサはスウェーデン王妃となった。しかし、マグヌス1世の支配はイェーアト族の北部のスウェーデン族には受け入れられず、ラグンヴァルドを新王として選出した。サクソ・グラマティクスによると、ラグンヴァルドはマグヌスの支持者により殺害され、マグヌスがスウェーデン王としてその領土も手に入れたという。しかしその後すぐに別の対抗者スヴェルケル1世が現れた。スヴェルケル1世はエステルイェートランドに勢力基盤を持っていた。
リクサと夫マグヌス1世は、スウェーデンよりもデンマークに基盤を持っていた。従兄弟シュレースヴィヒ公クヌーズ・レーヴァートの人気と神聖ローマ皇帝の支持に危機感を感じ、マグヌスと父ニルスはクヌーズと対立し、1131年1月7日にマグヌスはクヌーズを殺害した。クヌーズの異母弟エーリクはニルスとマグヌスに対し反乱を起こしたが、敗北しノルウェーに亡命した。そこでエーリクはノルウェー貴族を説得し、神聖ローマ皇帝ロタール3世はニルスに対し報復のため遠征をおこなった。マグヌスがデンマークで内乱に手いっぱいであったその間の1132年ごろ、スヴェルケルはスウェーデン族にマグヌスを廃位させ、王国を再統一した。ニルスはフォテビクの戦いで敗北し（1134年6月4日）、マグヌスは戦いの間に殺害された。ニルスはシュレースヴィヒに逃れたが、そこで1134年6月25日に民衆に殺害された。寡婦となったリクサは2人の息子をデンマークに残しポーランドに戻った。

### 2度目の結婚
ポーランドに戻った後、父ボレスワフ3世はリクサの再婚を決めた。1136年6月18日、リクサは当時ポーランド宮廷に亡命していたリューリク家のミンスク公ヴォロダリ・グレボヴィチと結婚した。この結婚は、デンマークおよび強大なキエフのモノマフ家に対抗するため、ミンスクとポーランドの同盟を確かなものとするためのものであった。この結婚で、リクサは2人の息子ウラジーミル、ヴァシリコと娘ソフィヤをもうけた。
1145年ごろ、モノマフ家はリューリク家の中での覇権を失い、ポーランド－ミンスク間の同盟の政治的な利点がなくなりはじめた。これがリクサとヴォロダリの結婚の解消の原因となったとみられる。リクサは2人の息子は夫のもとに残し、娘ソフィヤとともにポーランドに戻った。ヴォロダリはその後再婚せず、1186年ごろに死去した。その後1146年に息子クヌーズ5世がデンマーク王となった際、リクサはデンマークに移った。

### 3度目の結婚
1148年ごろ、スヴェルケル1世の妃でリクサの義母（ニルスの2度目の妃）であったウルヴヒル・ホーコンスダッタが死去した。その後まもなく、スヴェルケル1世はリクサと結婚し、リクサは娘ソフィヤとともにスウェーデンに移った。リクサの最初の夫マグヌス1世のイェートランドの支持者の支援を受けてリクサと結婚したとみられる。この結婚でリクサは息子をもうけ、リクサの父ボレスワフ3世の名をとってブリスレフと名付けられた。
1150年、リクサの長男ユラン王クヌーズ5世はシェラン王スヴェン3世によってデンマークから追放されスウェーデンに亡命してきた。こうして、スヴェルケル1世との結婚でリクサはクヌーズ5世を助ける機会を得たが、このためにリクサはスウェーデン王と結婚したともみられている。翌1151年、クヌーズはザクセン公ハインリヒ獅子公およびブレーメン大司教ハルトヴィヒ1世に助けを求めたが、スヴェン3世の軍に破れた。メルゼブルクで行われた帝国議会においてドイツ王フリードリヒ1世の仲介により、この紛争は解決した。クヌーズ5世は王位を放棄し、かわりにシェランに領地を与えられ、スヴェン3世がデンマーク王となった。この決定の後、クヌーズ5世とクヌーズ・レーヴァートの息子ヴァルデマー（のちのデンマーク王ヴァルデマー1世）は、スヴェン3世に対し反乱を起こし、スヴェン3世は1154年に追放され、クヌーズ5世とヴァルデマーはデンマークの共同統治者となった。
1156年、クヌーズ5世はスヴェルケル1世とウルヴヒルとの間の娘ヘレナと結婚した。その結果、リクサは自身の息子の義理の母ともなった。この年の降誕祭の日、スヴェルケルは召使いに殺害された。クヌーズ5世はこれを聞き、母リクサを慰めるためスウェーデンを訪れ、1154年ごろからヴァルデマーと婚約していた異父妹ソフィヤをデンマークに連れ帰った。ソフィヤとヴァルデマーの結婚は1157年に行われた。この年の8月9日、クヌーズ5世はヴァルデマーおよびスヴェン3世との会談の際に殺害された。1158年には、エスロム修道院の修道士となっていたとみられるリクサの次男ニルスも死去した。

### 死とその後

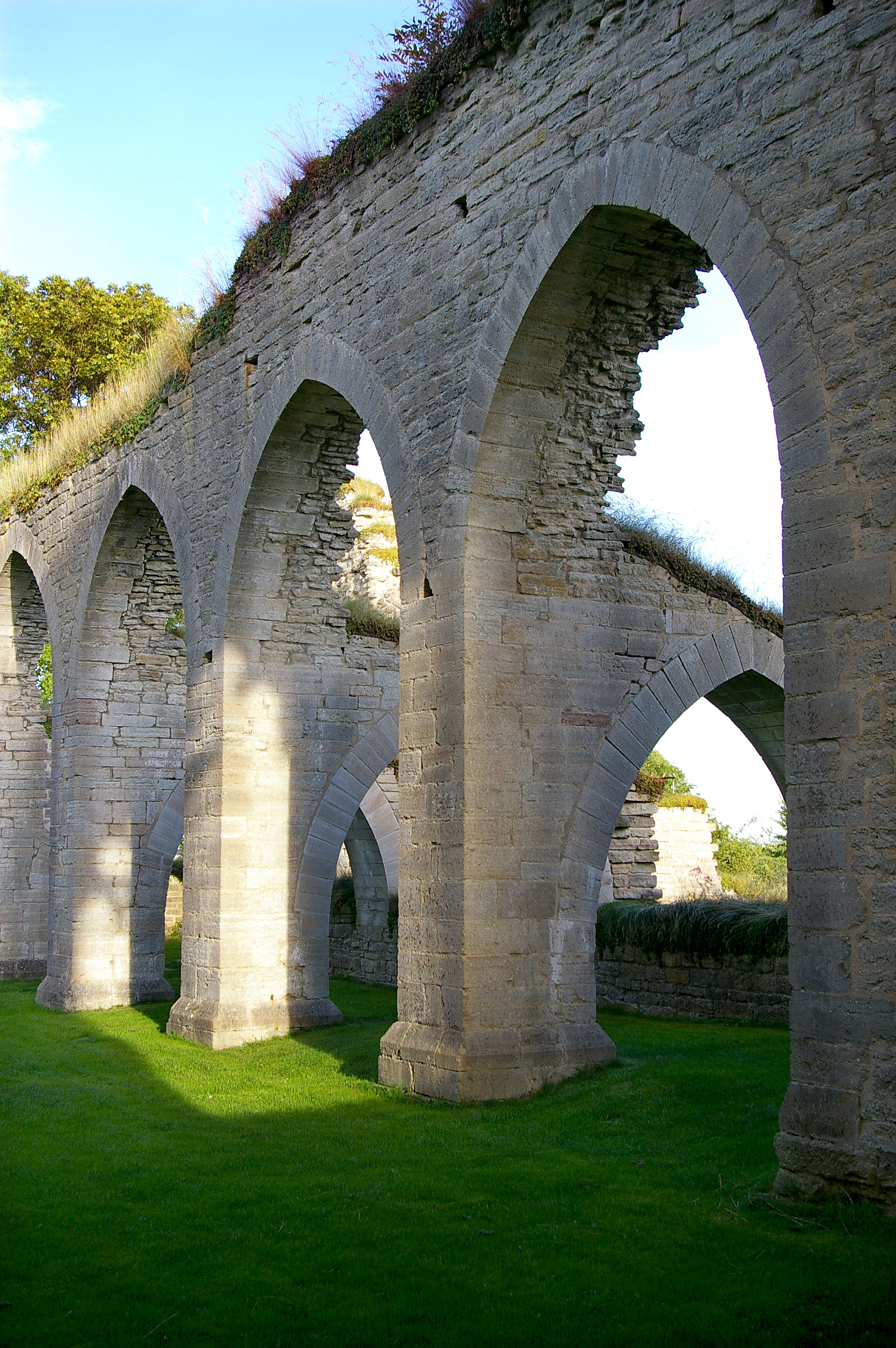
リクサが埋葬されたとみられているアルヴァストラ修道院の遺構

リクサはスヴェルケル1世の殺害時には生存していたことはわかっているが、その後と没年については不明である。
息子ブリスレフは、1167年以降にクヌート1世に対してスウェーデン王位を請求したブリスレフであるといわれている。1169年の文献によると、ボレスワフはもう一人の僭称者コルと協力し戦ったが、敗北したという。ボレスワフはクヌート1世の家臣に殺害されたか、1173年以前にデンマークもしくはポーランドに亡命したと信じられている。しかし、中世のスウェーデンの系譜ではコルとブリスラフはスヴェルケルとウルヴヒルとの間の息子ヨハンの息子とされている。もしそうであるならば、ブリスラフはボレスワフ3世と血縁はないにもかかわらず、祖父の2度目の王妃の一族から名付けられたことになる。ただ一つわかっているのは、ブリスレフの遺産は異父姉ソフィヤが相続したということだけである。
デンマーク王ヴァルデマー1世と結婚した娘ソフィヤのみが、クヌーズ4世、ヴァルデマー2世や後のスウェーデン王妃リキサなどのリクサの嫡出の孫をもうけた。

## 子女
スウェーデン王マグヌス1世との間の子女
- クヌーズ5世（1129年 - 1157年） - デンマーク王（1146年 - 1157年）
- ニルス（1130年 - 1158年）

ミンスク公ヴォロダリ・グレボヴィチとの間の子女
- ウラジーミル（1216年没）
- ヴァシリコ（1222年没）
- ソフィヤ（1141年頃 - 1198年） - デンマーク王ヴァルデマー1世と結婚

スウェーデン王スヴェルケル1世との間の子女
- ブリスレフ